# Jezarotes levis
Jezarotes levis là một loài tò vò trong họ Ichneumonidae.